# 唱红歌、读经典、讲故事、传箴言
唱红歌、读经典、讲故事、传箴言（简称“唱读讲传”），“唱红打黑”的一部分，是中国共产党第十七届中央政治局委员、当时兼任重庆市委书记的薄熙来在重庆市推行的四项政治宣传活动的总称，即要求市民歌唱赞扬中国共产党的红色歌曲（“红歌”）、阅读古今中外的经典书籍（“经典”）、讲述具有教育意义的故事（“故事”）、传播名言警句（“箴言”），自2008年起实施至薄熙来倒台。

## 背景
薄熙来自2007年就任中共重庆市委书记以来，重视意识形态控制和社会秩序管理，推广中共传统意识形态文化，并将其政敌视为黑帮势力予以扫除，俗称“唱红打黑”。一些观察者认为，薄熙来2007年争取国务院副总理职位失败而被调至较偏远的重庆市，为返回中共最高层而进行“唱红打黑”，以获得声望和支持。

## 内容

### 唱红歌
红歌即歌颂赞扬中国共产党、中国共产党领袖、中国共产党的军队（中国工农红军、八路军、新四军、中国人民解放军、中国人民志愿军）、中华人民共和国、社会主义、改革开放或民族团结的歌曲。唱红歌为唱读讲传活动中最先开始、最广为人知的部分。
2008年5月30日，薄熙来前往幼儿园、小学视察，其间问到在场的学生会不会唱《歌唱祖国》，学生表示不会，薄熙来表现出了失望之情。视察结束后，薄熙来要求随行人员重视思想教育，“培养年轻人昂扬、健康的精气神”。2008年7月24日，中共重庆市委、市政府即下发《关于广泛开展红色经典歌曲传唱活动的意见》，唱红歌活动正式开始。
根据这一份文件，重庆市的各党政机构、公有制企业、公立学校即开始组织红歌演唱活动，亦有市民自发组织红歌队在公共场合演唱，至2010年9月底已进行了14万场，共8400万人次参与，至2012年2月，共进行25.16万场，共1.82亿人次参与。2011年6月29日，为庆祝中国共产党建党90周年在奥体中心举行的（重庆）中华红歌会，来自全国的108个合唱团参与表演，全场演员及观众共计10万人，俗称“万人红歌会”，薄熙来和黄奇帆率领重庆市委市政府领导班子出席，到访重庆的美国前国务卿亨利·基辛格也前来捧场。

### 读经典
经典即古今中外的经典书籍，包括经典语录、诗词佳作和散文精粹等。
2008年11月，中国共产党重庆市第三届委员会第四次全体会议提出在重庆市开展经典阅读活动，读经典活动正式开始。2008年12月起，中共重庆市委宣传部与西南大学共同编写，由重庆出版社出版的《读点经典》陆续发行，是为读经典活动指定书籍，薄熙来亲自为该书作序。
|          | 生命有限，知识无限，人们在走完人生之路时，恐怕连人类知识财富的百分之一也未及领略，而当今工作紧张，能拿出的学习时间又十分有限。为提高生命的知识含量和学习效率，就一定要读经典，看精品，以便在有限的时间获取更有价值的知识。经典应是古今中外的文化精华、传世之作，而引领中国走向独立、富强的共产党人，也在他们书写英雄史诗之时，留下了许多催人奋进、感人至深的文化经典。 市委宣传部编辑的这本小书，有古往今来的诗词佳作，散文精粹，开本小巧，好读好带。虽然两小时就能看完，且每月只一小本，但久而久之，也会令你的知识结构更加完善，有如多种维生素片，虽每日一粒，亦可养身。 |
| ——薄熙来 | |

### 讲故事
“故事”专指中国共产党在各个时期的发生的党史故事。

### 传箴言
传箴言即通过书刊或手机短信、微博、聊天软件，转发、传播名人名言、格言、警句或新创作的文字片段。

2009年4月28日，重庆市举办薄熙来亲自倡导的红色短信创作传播大赛，启动仪式上薄熙来发出了大赛第一条红色短信，传箴言活动开始：
|  | 我很喜欢毛主席的几句话：“世界是我们的，做事要大家来”,“世界上怕就怕认真二字，共产党就最讲认真”,“人是需要有点精神的”，这些话很精干，很实在，也很提气。 |

重庆的电信运营商随即将这条短信群发至所有手机用户。
据统计至2011年1月，重庆共有400万独立用户参与传箴言活动，参与人次达2亿，短信转发量达2亿条。

## 结束
2012年2月6日，王立军事件爆发，作为王立军直属上级的重庆市委书记薄熙来也受到波及在同年3月15日被免去重庆市委书记一职，并随后在4月10日正式被停职并接受中央纪委调查。新任中共重庆市委书记张德江在到任后随即叫停了薄熙来时期的诸多政策，薄熙来在重庆推行的唱红打黑也随即停止。

## 争议
唱读讲传活动受到了中国官方媒体尤其是重庆媒体的好评，受到了中国共产党最高层的赞赏，亦受到了左派人士的推崇，也有普通市民表示支持。有媒体认为，唱读讲传活动提升了重庆的文化内涵，改善市民的精神生活，提振了城市的“精气神”。该活动引起了媒体和国民对重庆市的关注，重庆市也因此获得“西红市”（番茄）的别称，字面上即西部红色的城市，亦称“红都”。
但官方媒体外，唱读讲传活动引起了不小争议。首先，有报道称重庆市民的参与程度并不如报道中高，自发的参与者多为中老年人而非年轻人，各项活动参与者也并非全情自愿，有虚假成分。有媒体报道称，癌症病人唱红歌即可缓解疼痛，监狱囚犯唱红歌积极可以获得减刑，有评论认为此类事件滑稽可笑，唱红歌活动已接近癫狂，甚至使重庆沦为全国人民的笑柄。其次，有报道称重庆唱读讲传活动花费巨大，实属劳民伤财。最后，唱读讲传活动浪费了大量时间，尤其是在校学生停课唱红歌影响甚大。亦有观点认为，唱读讲传活动极度左倾，有复辟文革之嫌。2012年2月，重庆派出唱读讲传表演团体赴香港演出，官方媒体称“一票难求”、“圆满成功”，但香港本地傳媒大多卻持有不同觀點，甚至於有报道称此次演出受到冷遇。
对于上述质疑，重庆当局出面予以针对性的否认，并反驳攻击言论。